# Valentijn Goethals
Valentijn Goethals (Torhout, 1987) is een Belgische gitarist en beeldende kunstenaar.
In 2014 won hij een gedeelde bronzen ereplakket op de Vierjaarlijkse Prijs voor Beeldende Kunst van de Provincie West-Vlaanderen.
Goethals is gitarist bij de punk/metalband The Black Heart Rebellion. 
Met medebandlid Thomas Lootens vormt hij het kunstenaarsduo We Became Aware. Met Lootens en Tim Bryon (eveneens lid van TBHR) richtte hij in 2008 het Gentse kunstenaarscollectief Smoke and Dust op. 